# Hypolytrum ohwianum
Hypolytrum ohwianum är en halvgräsart som beskrevs av Tetsuo Michael Koyama. Hypolytrum ohwianum ingår i släktet Hypolytrum och familjen halvgräs.
Artens utbredningsområde är Hainan (Kina). Inga underarter finns listade i Catalogue of Life.